# Gare de Sakoshi
La gare de Sakoshi (坂越駅, Sakoshi-eki) est une gare ferroviaire japonaise de la ligne Akō. Elle est située près de la rivière Sakusa, en bordure de la ville d'Akō, dans la préfecture de Hyōgo. Elle est exploitée par la compagnie JR West.

## Situation ferroviaire
Établie à 7 mètres d'altitude, la gare de Sakoshi est située au point kilométrique (PK) 7.8 de la ligne Akō.

## Histoire
Le 12 décembre 1951, la gare est inaugurée. 

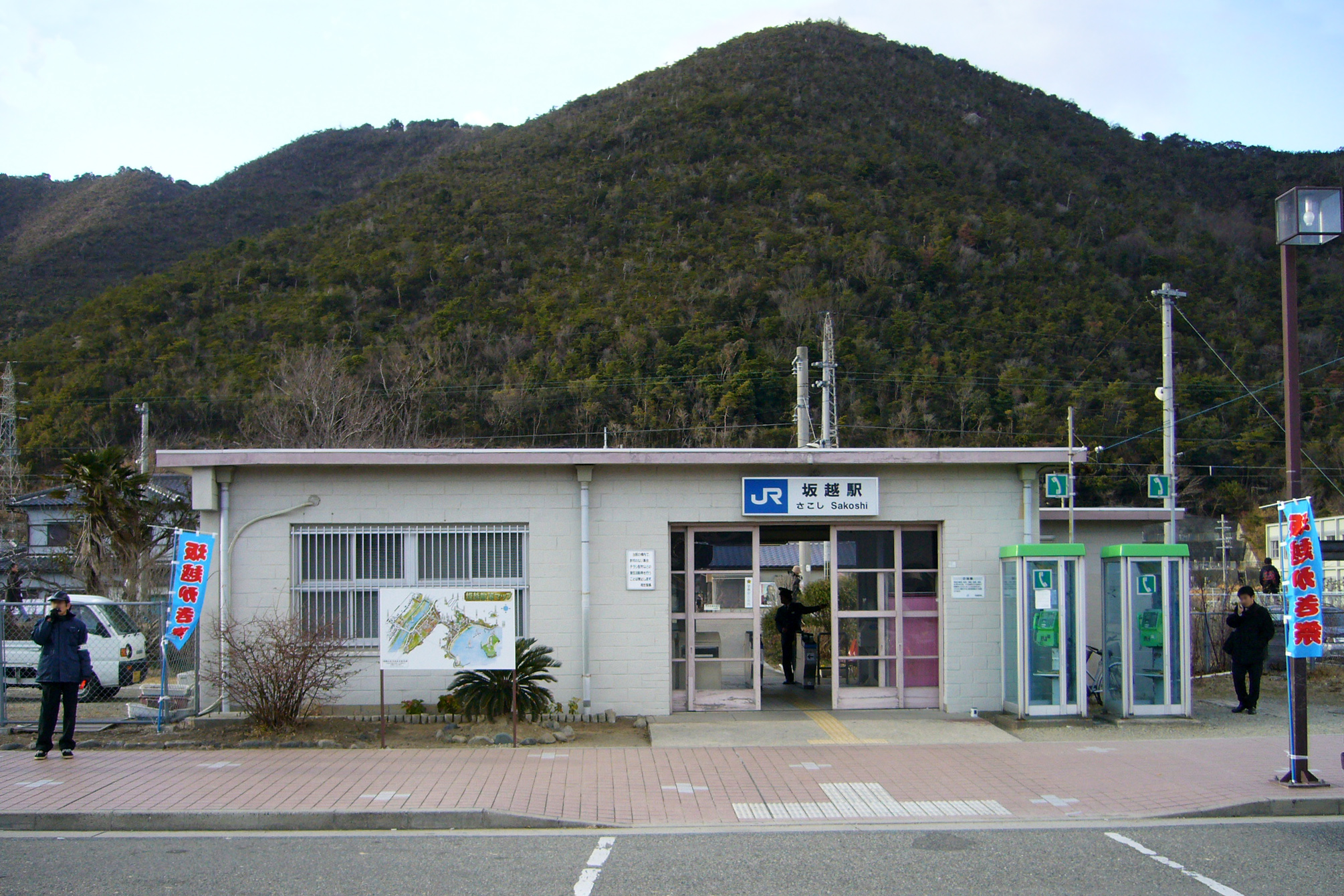
La gare de Sakoshi avant sa rénovation.

En 1987, la gestion de la gare revient à la JR West après le découpage de la société nationale japonaise des chemins de fer. En 2003, la carte ICOCA devient utilisable en gare. Cinq ans plus tard, la gare est rénovée
En 2014, la fréquentation journalière de la gare était de 657 personnes.
| 2010 | 2011 | 2012 | 2013 | 2014 |
| 653  | 642  | 668  | 684  | 657  |

## Service des voyageurs

### Accueil
C'est une halte sans services, accessible notamment avec la carte ICOCA de la compagnie.

### Desserte
La gare de Sakoshi est une gare disposant d'un quai et d'une voie unique. La desserte est effectuée par des trains, rapides ou locaux, qui circulent entre les gares de Banshū-Akō et de Nishi-Aioi.

Installations et desserte
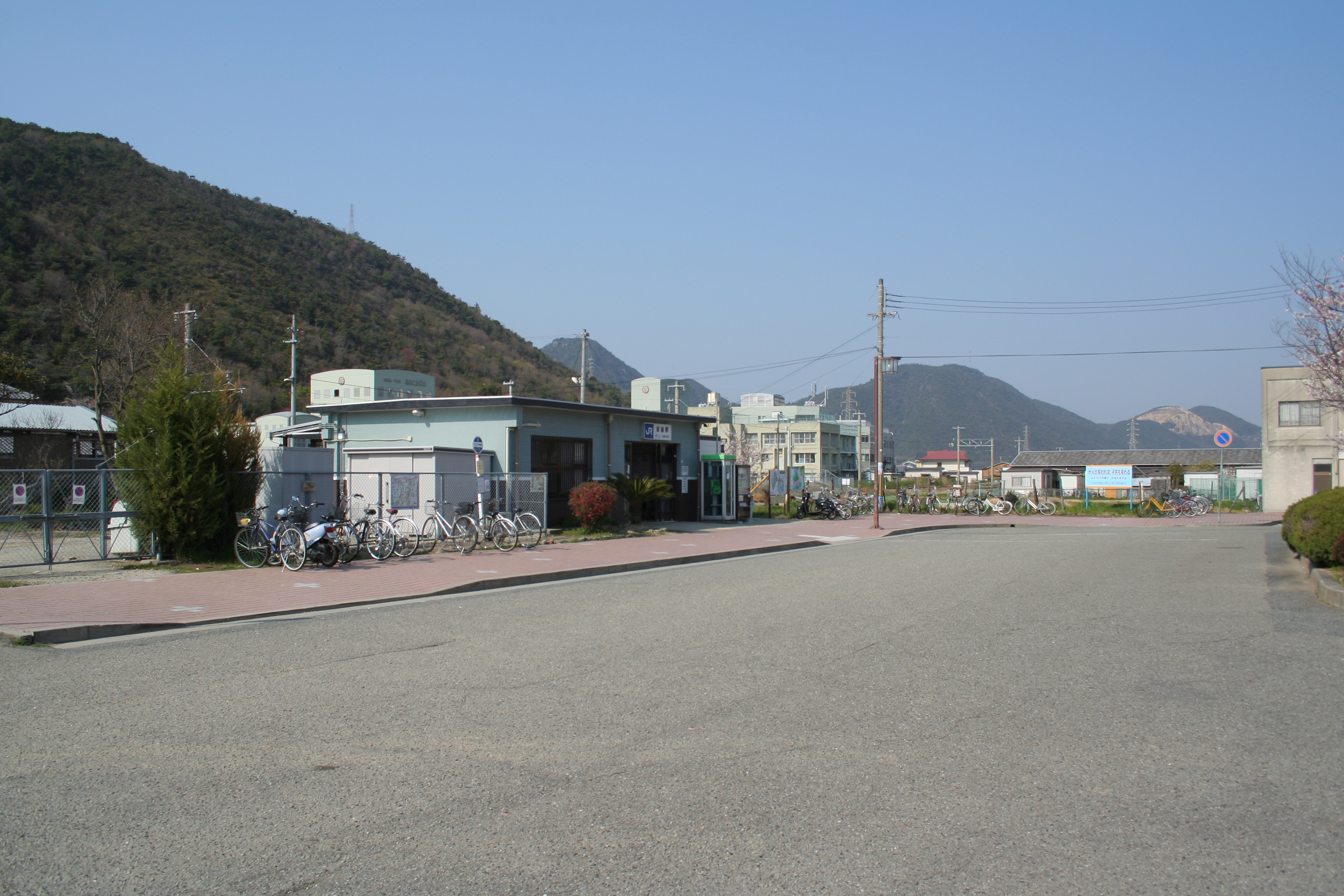
environnement.
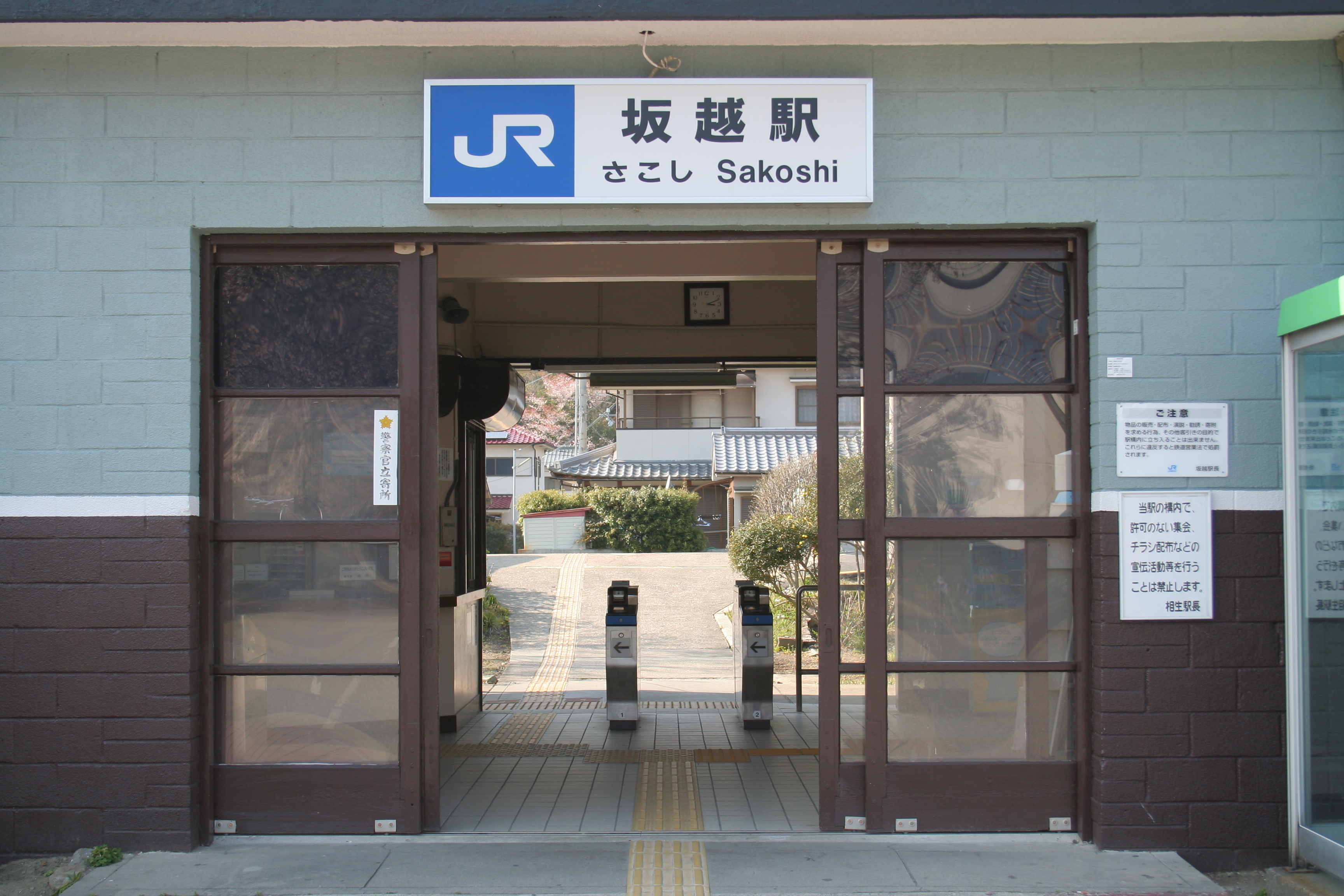
entrée.
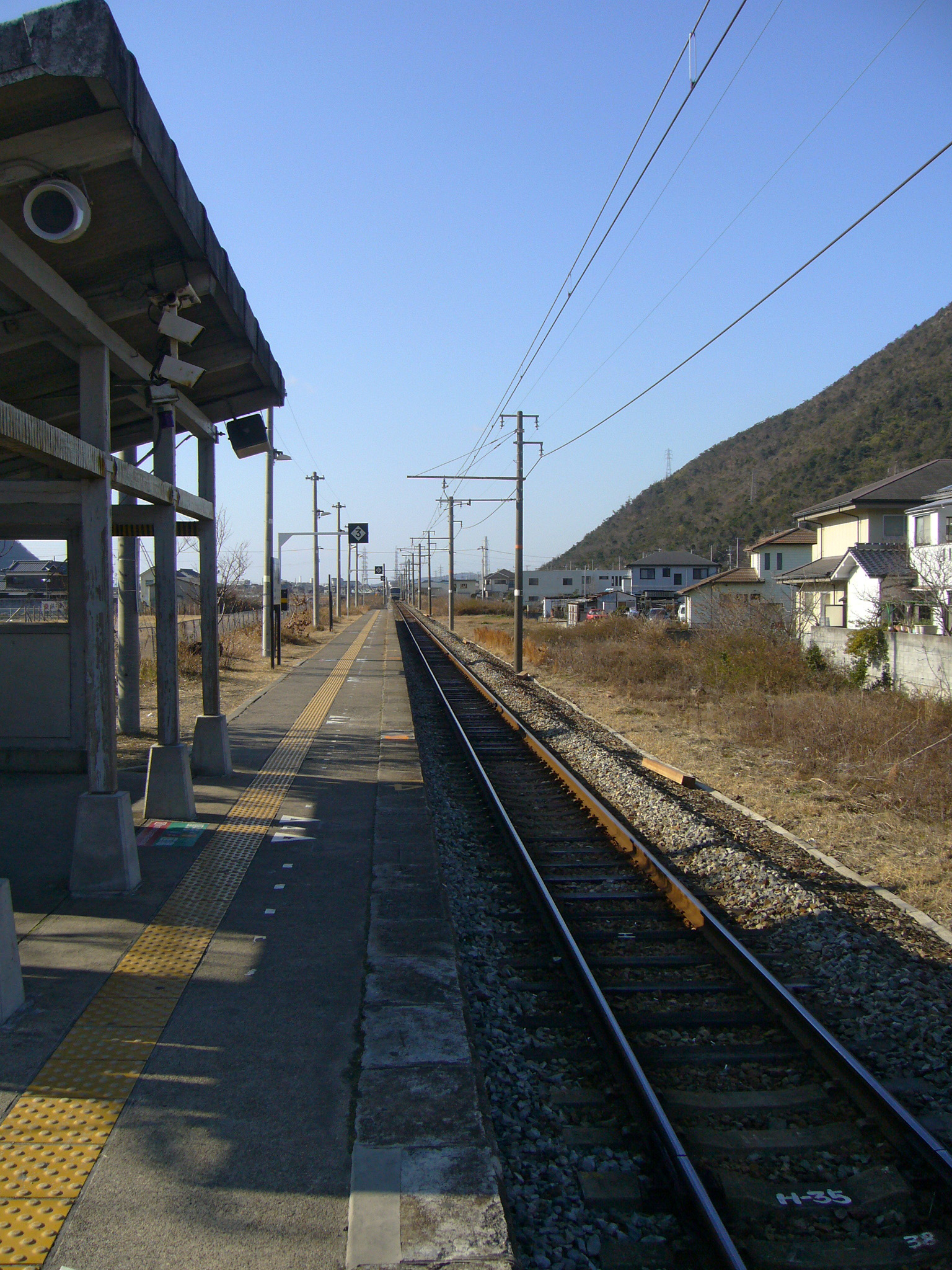
Quai.

### Intermodalité
La gare permet d'accéder à plusieurs lieux remarquables :
- Le parc national de Setonaikai
- La tombe de Hata no Kawakatsu
- La tombe de Kojima Takanori
- Le sanctuaire d'Osake-jinja
- Le temple de Myoken-ji
- Le temple de Myodo-ji

Un arrêt de bus du réseau Shinki Bus est  également disponible près de la gare.